# Marumba dyras
Marumba dyras là một loài hawk moth. Loài này có ở south-Đông Á.

## Sự miêu tả
Sải cánh dài 90–125 mm.

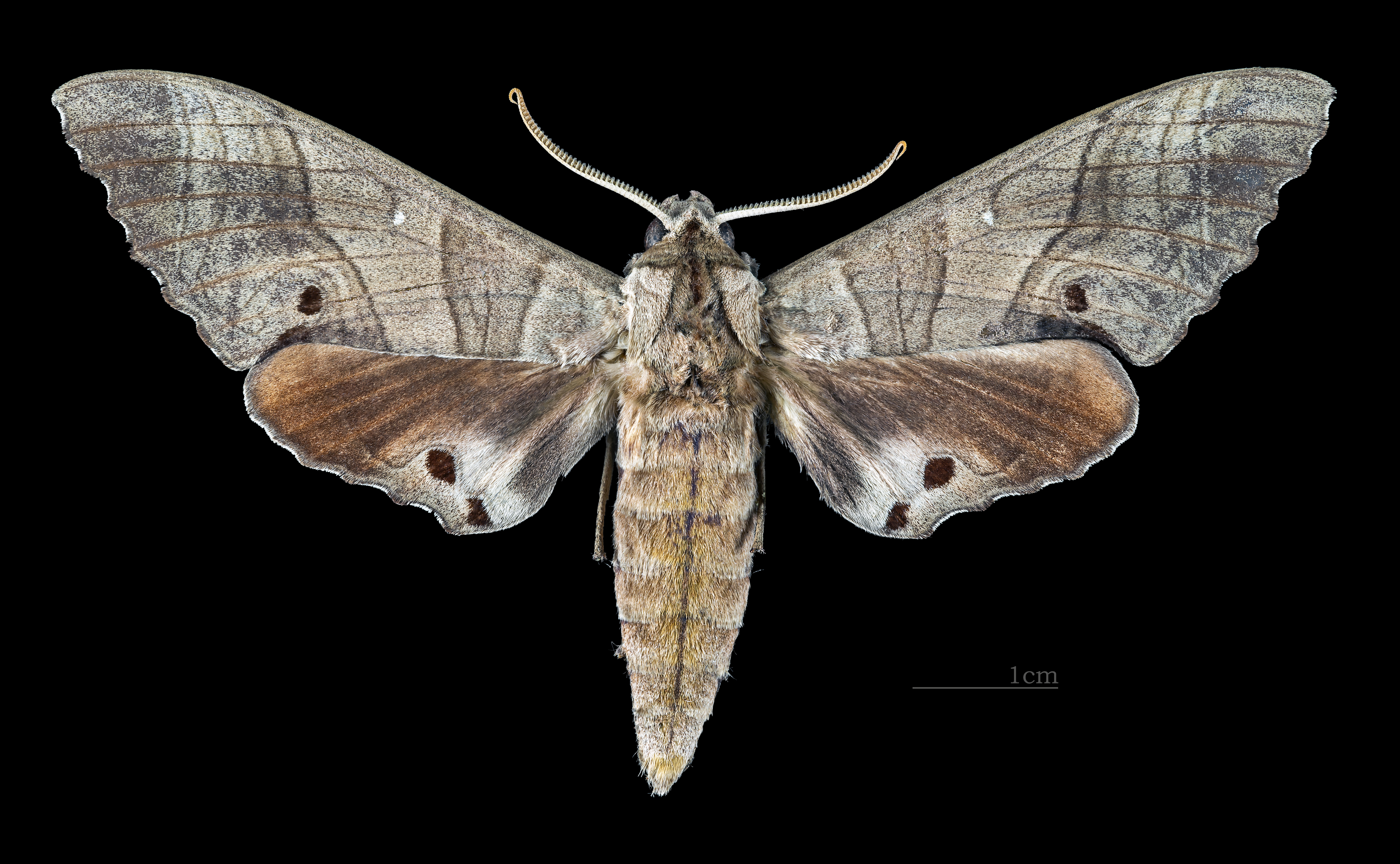
Marumba dyras dyras  ♂
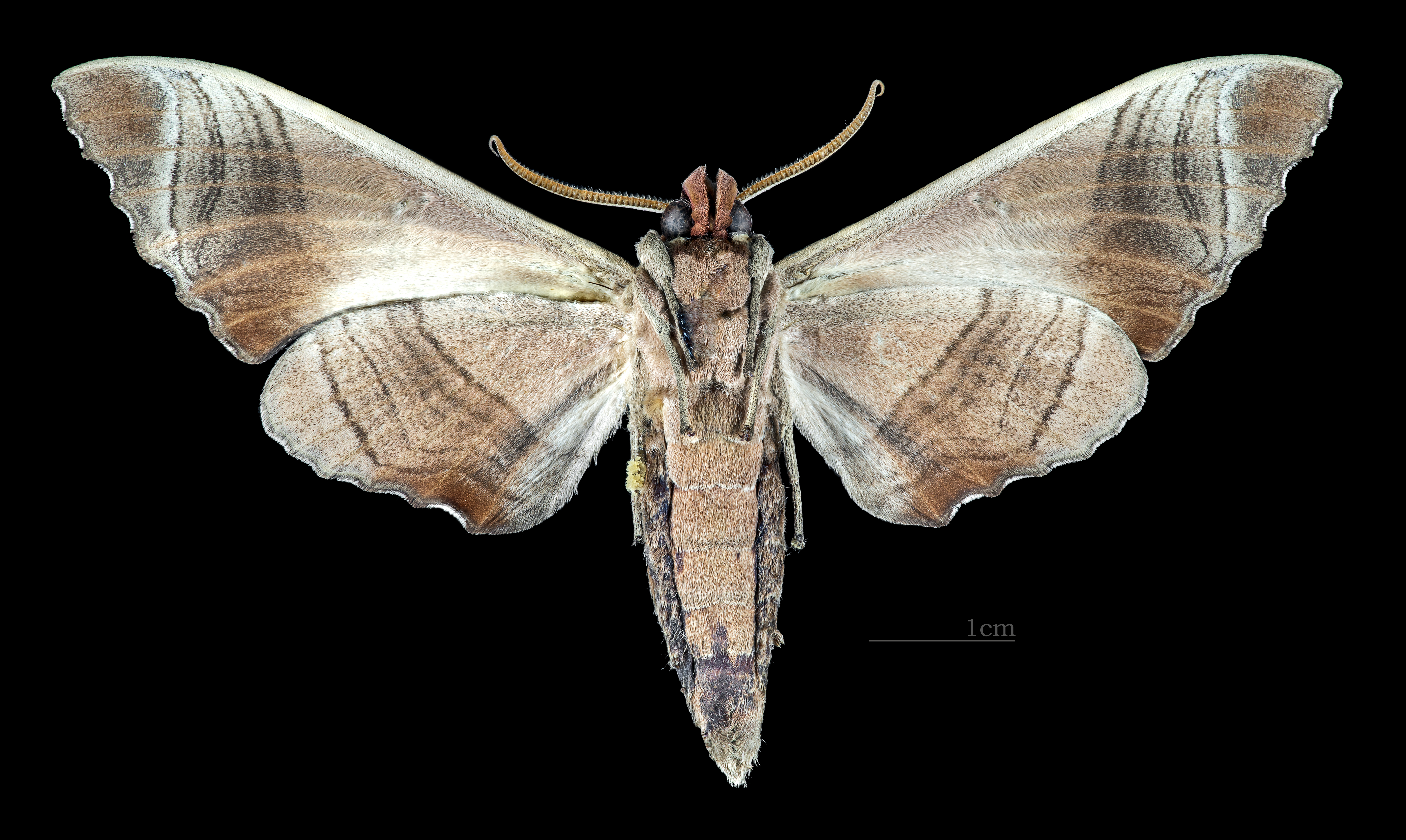
Marumba dyras dyras   ♂ △

## Sinh học
Ấu trùng ăn nhiều loài cây rụng lá.

## Phụ loài
- Marumba dyras dyras (từ tây bắc India và Sri Lanka, phía đông through Nepal, Myanmar, the Andaman và quần đảo Nicobar, miền nam China, Thailand, Vietnam, bán đảo Mã Lai và Taiwan)[2]
- Marumba dyras javanica (Butler, 1875) (Java, Sumatra)
- Marumba dyras tenimberi Clark, 1935 (đảo Tenimber)